# Кекавмен
Кекавмен (на гръцки: Κεκαυμένος) (ок. 1020 – след 1081) е висш византийски военачалник и автор на „Стратегикон“.
По майчина линия той е внук на българския болярин Димитър Полемарх, един от верните на цар Самуил войводи, когото след завладяването на България ромейският император Василий II издига в сан патриций и в добавка му дава почетната длъжност „мистик“ т.е. императорски секретар. По бащина линия Кекавмен е внук на византийски велможа от арменски произход – неговият дядо воюва срещу самия Самуил като успешно отбранява няколко години крепостта Лариса.
Според византийският хронист Йоан Скилица през 1043 г. Катакалон Кекавмен е управител на градовете
и селищата в Паристрион и по крайбрежието на Варна разбива отряда на войводата Вишата от последния варяго-руски поход на Балканите, като около 800 души са взети в плен и отведени в Константинопол.
Кекавмен е автор на сборника „Стратегикон“ („Съвети и разкази“), състоящ се от две части – първата съдържа съвети към неговите синове, а във втората са съветите към василевса. Някои изказват становище, че става дума за две произведения – „Стратегикон“ на Кекавмен и „Съвети към императора“ от Никулица.
В Стратегикона във връзка със съветите са дадени примери с исторически събития, сред които и такива, свързани с българската история, най-вече отнасящи се до управлението на цар Симеон I и цар Самуил. Така напр. Кекавмен разказва как цар Симеон с хитрост превзема крепостта Костур без да се стига до кръвопролития. Също така описва и четиригодишните опити на цар Самуил да превземе Лариса, която по това време е отбранявана от неговия дядо, също носил фамилията Кекавмен. Едва след като дядо му е сменен с друг стратег, Самуил успява да покори града, използвайки хитрост:
„Самуил дошъл и не ги оставил да жънат. Във време на сеитба той им давал възможност да сеят, а през лятото въобще не им позволявал да излизат. Това правил три години, та като не им стигала храната, те яли кучета, магарета и други някакви нечисти меса... Принудени от непоносимия глад, те се предали на Самуил без сражение и той поробил всички ларисейци без рода на Никулица. Само тях той преселил невредими и свободни с имуществото им, като казал: „Благодаря много на багрянородния господар Василий, че взе твоя сват Кекавмен от Елада и ме спаси от хитрините му.“
Кекавмен пръв в историографията използва през 1080 г. израза „Зета“ за владенията в Дукля на Войславлевичите. 